# Rattus baluensis
Rattus baluensis  (Thomas, 1894) è un roditore della famiglia dei Muridi endemico del Borneo.

## Descrizione

### Dimensioni
Roditore di medie dimensioni, con la lunghezza della testa e del corpo tra 150 e 188 mm, la lunghezza della coda tra 175 e 205 mm, la lunghezza del piede tra 30 e 35 mm e un peso fino a 135 g.

### Aspetto
La pelliccia è lunga e soffice. Le parti superiori sono bruno-grigiastre scure con riflessi bruno-rossicci chiari, mentre le parti inferiori sono grigio-giallastre. La coda è più corta della testa e del corpo, è uniformemente marrone scuro ed è rivestita da 10-12 anelli di scaglie per centimetro.

## Biologia

### Comportamento
È una specie terricola.

## Distribuzione e habitat
Questa specie è diffusa sul Monte Kinabalu, nel Borneo settentrionale.
Vive nelle foreste muschiose montane tra 1.524 e 3.810 metri di altitudine. Non è noto se sia presente anche in aree disturbate dalla presenza umana.

## Conservazione
La IUCN Red List, considerata la popolazione numerosa, l'adattamento alle variazioni del proprio habitat e la presenza in diverse aree protette, classifica R.baluensis come specie a rischio minimo (Least Concern).